# Condado de Besalú
El Condado de Besalú fue uno de los condados catalanes establecidos en la Marca Hispánica durante la Edad Media. Su capital era la villa de Besalú, situada en la actual comarca de La Garrocha. En su época de mayor esplendor, abarcaba también territorios del Ripollés, Alto Ampurdán y el Pla de l'Estany. 

## Historia

### Orígenes y dominio franco
El Condado de Besalú se originó como un pagus (distrito rural) dependiente del Condado de Gerona, en la región de la Marca Hispánica, creada por los francos como una zona de defensa contra los territorios controlados por los musulmanes en la península ibérica. Tras la conquista de esta área a finales del VIII, la organización territorial fue dirigida por los francos para consolidar su dominio sobre los nuevos territorios y asegurar la frontera sur del Imperio Carolingio.
En el año 785, Besalú fue integrado en la Marca Hispánica como parte de la reorganización de territorios emprendida por Carlomagno, quien estableció una serie de condados en esta zona. La administración de Besalú se encontraba en manos de nobles visigodos que colaboraban con el dominio franco, y el pagus se mantuvo bajo el control del Condado de Gerona.
Posteriormente, en el Ordinatio imperii de 817, el emperador Luis el Piadoso, hijo de Carlomagno, reorganizó los territorios de la Marca Hispánica, colocando Besalú bajo el Reino de Aquitania, junto con otros condados de la región, como el Rosellón, Gerona, Barcelona y Ampurias. Esta organización se realizó en un intento de fortalecer el control franco y mantener la paz en la región, integrando los territorios en una entidad política más amplia.
Besalú y otros condados fueron puestos bajo la administración del conde Bera, un noble visigodo que fue nombrado conde de Barcelona y encargado de supervisar las tierras recién conquistadas. Durante el mandato de Luis el Piadoso, Besalú y otras zonas de la Marca Hispánica comenzaron a experimentar un renacimiento del monacato, impulsado inicialmente en la Cerdaña y luego extendido hacia Roussillon, Empúries y Besalú. La creación y fortalecimiento de monasterios en estos territorios no solo fomentó la vida religiosa, sino que también consolidó el control franco en la región.

### Creación del condado independiente
A finales del IX, el conde Wifredo el Velloso (c. 840-897), una figura clave en la consolidación de los condados catalanes y en la formación de una identidad política en la región, reorganizó los territorios bajo su control para fortalecer su dominio y asegurar la sucesión. Como parte de este proceso, Wifredo separó el pagus de Besalú del Condado de Gerona, otorgándole a su hermano Radulfo el título de conde alrededor del año 878. Este acto fue uno de los primeros intentos de crear una estructura feudal que mantuviera un control local sólido, asegurando que los territorios quedaran en manos de la familia de Wifredo y fuera de la interferencia directa de la nobleza franca.
La concesión del título de conde a Radulfo transformó a Besalú en un condado independiente, y bajo el gobierno de Radulfo, el territorio comenzó a desarrollar sus propias instituciones de gobierno y administración, consolidándose como una entidad política separada. Tras la muerte de Radulfo en 920, Besalú pasó a manos de otros miembros de la familia de Wifredo, quienes mantuvieron el control y siguieron fortaleciendo la autonomía del condado, en una época en la que los condados catalanes comenzaban a distanciarse de la autoridad franca.
Besalú, como otros condados catalanes, funcionaba de forma prácticamente autónoma en el marco de la Marca Hispánica. Su independencia de facto se afianzó aún más a medida que el poder carolingio disminuía y los condes catalanes comenzaban a gobernar con mayor libertad. Bajo los sucesores de Radulfo, el condado de Besalú se expandió territorialmente y desarrolló una política feudal propia, marcando el inicio de su consolidación como uno de los condados independientes en la región catalana.
Esta independencia y crecimiento continuaron hasta el XI, cuando Besalú alcanzó su época de mayor esplendor bajo la dinastía fundada por Bernardo Tallaferro, consolidándose como un condado relevante en el panorama político catalán medieval.

## Época de esplendor y declive

### Dominio de la Casa de Cerdaña
A la muerte de Radulfo en 913, el Condado de Besalú fue heredado por su sobrino Miró II de Cerdaña, quien ya gobernaba los condados de Cerdaña, Conflent y Berga. Este cambio de poder marcó el inicio de una nueva etapa en la que Besalú quedó vinculado a la Casa de Cerdaña, una poderosa familia condal que controlaba varios territorios en la región. Durante el gobierno de Miró II y sus sucesores, Besalú se consolidó como un condado autónomo, administrado junto con otros condados bajo un sistema de cogobierno característico de la época.
Cuando Miró II falleció en 927, sus dominios, incluido Besalú, pasaron a sus hijos bajo un sistema de cogobierno. Al ser menores de edad, la regencia fue ejercida por su madre, la condesa Ava, quien mantuvo la cohesión de los territorios hasta que sus hijos alcanzaron la mayoría de edad. Alrededor del 941, sus hijos asumieron el control directo de sus respectivos condados: Sunifredo tomó Cerdaña, mientras que Wifredo II se encargó de Besalú, aunque siempre bajo la influencia de su hermano mayor.
Durante este período, los condes de Besalú y Cerdaña continuaron colaborando estrechamente y actuaron de manera solidaria en asuntos políticos y militares. Este vínculo permitió a Besalú mantener una relativa independencia y desarrollar una administración feudal sólida que promovió la estabilidad del condado. Además, los miembros de la Casa de Cerdaña fomentaron el fortalecimiento de la vida monástica en la región, apoyando la construcción de monasterios y estableciendo lazos con instituciones eclesiásticas, lo cual consolidó su autoridad y les permitió ejercer control ideológico sobre sus territorios.
La administración compartida y la relativa autonomía de Besalú bajo la Casa de Cerdaña fortalecieron la identidad local y sentaron las bases para su posterior independencia en el XI, cuando Besalú alcanzó su época de mayor esplendor con el conde Bernardo Tallaferro. Esta fase bajo el dominio de Cerdaña fue clave para la consolidación del condado como una entidad política relevante en Cataluña.

### Independencia bajo Bernardo Tallaferro
En 988, Oliba Cabreta, quien gobernaba conjuntamente los condados de Cerdaña, Berga, Conflent y Besalú, decidió retirarse de la vida pública y hacerse monje en la Abadía de Montecassino. Antes de su retiro, Oliba dividió sus dominios entre sus hijos, lo que marcó el inicio de la independencia formal de Besalú. Su hijo mayor, Bernardo I Tallaferro, recibió el Condado de Besalú, convirtiéndose en el fundador de una dinastía propia en este territorio. La división de los dominios de Oliba Cabreta fortaleció la autonomía de los condados catalanes, y Besalú comenzó a ser gobernado como una entidad independiente.
Bajo el gobierno de Bernardo Tallaferro, Besalú experimentó un período de prosperidad y fortalecimiento institucional. Bernardo promovió el desarrollo de la infraestructura religiosa y administrativa, consolidando su poder en la región. En 1017, Bernardo logró que el papa Benedicto VIII aprobara la creación de un obispado en Besalú, estableciendo así un centro religioso propio en su condado, independiente de las diócesis vecinas como Gerona y Vic. Este obispado, cuyo primer obispo fue Wifredo, hijo de Bernardo, fue una muestra del poder e influencia que había alcanzado Besalú en la región. Sin embargo, el obispado de Besalú fue efímero y se disolvió en 1020, tras la muerte de Bernardo, debido a la oposición de las diócesis vecinas y la falta de apoyo político tras su fallecimiento.
Durante su mandato, Bernardo Tallaferro también fue un activo patrocinador del arte y la arquitectura románica, impulsando la construcción de monasterios y otros edificios religiosos que consolidaron el estatus de Besalú como un centro cultural en Cataluña. Bajo su gobierno, el condado emitió su propia moneda, lo que reflejaba el alto grado de autonomía política y económica que había alcanzado. Las monedas de Besalú, conocidas como dineros, circularon entre 1020 y 1111 y son consideradas algunos de los mejores ejemplos de acuñación de la época.
El gobierno de Bernardo Tallaferro representó el apogeo de la independencia de Besalú. Su liderazgo estableció las bases para una administración organizada y sólida en el condado, aunque la autonomía de Besalú comenzaría a declinar tras su muerte. Finalmente, en 1111, Besalú fue anexionado al Condado de Barcelona, poniendo fin a su independencia.

## Organización y economía

### Administración territorial
La administración del Condado de Besalú fue organizada territorialmente en varios vizcondados, una estructura que facilitaba el control del conde sobre sus extensos dominios y delegaba parte de la autoridad en líderes locales. Los vizcondados principales dentro del condado incluían el Vizcondado de Bas, el de Vallespir y el de Fenollet. Estos territorios, conocidos como pagi, no solo ayudaban a gestionar el condado de forma más eficiente, sino que también fortalecían la estructura feudal al establecer vínculos de lealtad y servicio entre los vizcondes y el conde.
Cada vizcondado era gobernado por un vizconde, quien actuaba en representación del conde y se encargaba de la administración judicial, militar y económica en su área asignada. Esta estructura permitía al conde delegar la autoridad en hombres de confianza que tenían la responsabilidad de mantener el orden y gestionar los asuntos locales. En particular, el Vizcondado de Bas era uno de los más importantes, ya que controlaba un área estratégica en el corazón del condado, cerca de la villa de Besalú, y actuaba como una línea de defensa contra incursiones externas.
Además de su función administrativa, los vizcondados servían como centros de poder donde el conde podía consolidar su autoridad sobre la nobleza local y asegurar la lealtad de los vizcondes. Los vizcondes, a cambio de la protección y autoridad otorgadas por el conde, contribuían a la defensa militar del territorio y administraban las tierras en su nombre. Los lazos de vasallaje se reforzaban mediante ceremonias de fidelidad y el intercambio de beneficios, lo cual permitía mantener una estructura política cohesionada en el condado.
La organización en vizcondados fue clave para el desarrollo del Condado de Besalú, ya que permitía una administración descentralizada en un contexto de autonomía creciente. Esta estructura territorial se mantuvo hasta la anexión del condado por el Condado de Barcelona en 1111, momento en el cual Besalú perdió su independencia administrativa y sus vizcondados fueron incorporados a la estructura política de la corona catalana.

### Moneda y economía
Desde el año 969, el Condado de Besalú adquirió el derecho a acuñar su propia moneda, lo que reflejaba su creciente autonomía política y económica respecto a otros condados catalanes y a la autoridad franca. Las monedas de Besalú, conocidas como dineros, fueron de plata y circulaban ampliamente en la región, ayudando a consolidar una economía local independiente y a fortalecer la identidad del condado como entidad política autónoma.
A partir de 1020, se documentan al menos tres tipos de monedas diferentes acuñadas en Besalú. Estas monedas destacaban por sus grabados de alta calidad, que han sido considerados algunos de los mejores ejemplos de arte románico en la numismática medieval. Los diseños, que incluían motivos religiosos y simbología propia de la región, eran un reflejo de la influencia cultural y artística del condado. La acuñación de moneda permitía al conde controlar la economía local y asegurar el flujo de comercio en sus territorios y con otros condados vecinos.
La economía de Besalú se basaba principalmente en la agricultura, especialmente en el cultivo de cereales, vid y olivo, productos que eran comerciados en mercados locales y también en rutas comerciales hacia otros condados. La producción agrícola fue complementada por la ganadería, particularmente de ovejas y cabras, cuya lana era una de las principales exportaciones del condado. Además, Besalú contaba con importantes centros de producción artesanal, como herrerías, talleres de cerámica y molinos, que contribuían al dinamismo de su economía local.
La emisión de moneda propia y el fortalecimiento de la economía local fueron instrumentos clave para consolidar el poder del conde y la estabilidad del condado. Estas medidas facilitaron una economía autosuficiente que contribuyó a la prosperidad de Besalú, especialmente durante el gobierno de Bernardo Tallaferro, cuyo liderazgo marcó la época de mayor esplendor económico y político del condado.

## Anexión al Condado de Barcelona
A finales del XI, el Condado de Besalú comenzó a experimentar un declive tanto en términos políticos como económicos, debilitado por la falta de una sucesión fuerte y la creciente influencia del Condado de Barcelona. Tras la muerte de Bernardo II de Besalú en 1100, su sobrino Bernardo III de Besalú heredó el título, aunque su gobierno se caracterizó por una falta de interés en mantener la independencia del condado. Esta actitud, sumada a la presión de la dinastía de Barcelona, marcó el inicio del fin de Besalú como entidad independiente.
En 1107, Bernardo III de Besalú se casó con Jimena de Barcelona, hija del conde Ramón Berenguer III, uniendo de este modo las dos casas nobiliarias a través de una alianza matrimonial. Este matrimonio incluía un acuerdo de sucesión que estipulaba que, en caso de que Bernardo III muriera sin descendencia, el Condado de Besalú pasaría a manos de Ramón Berenguer III. Este acuerdo evidenciaba la influencia creciente de Barcelona sobre Besalú y preparaba el terreno para la anexión.
Finalmente, en 1111, tras la muerte de Bernardo III sin dejar herederos, el Condado de Besalú fue oficialmente integrado en el Condado de Barcelona, tal como se había estipulado en los acuerdos matrimoniales. La anexión fue un proceso pacífico que consolidó el poder de Barcelona en la región y fortaleció su influencia sobre los antiguos condados catalanes. La incorporación de Besalú permitió a Ramón Berenguer III expandir su dominio y sentar las bases de un estado catalán unificado bajo su liderazgo.
La anexión de Besalú marcó el fin de su independencia y el inicio de su integración dentro de la estructura política y administrativa del creciente Principado de Cataluña, bajo la influencia de Barcelona. A partir de entonces, Besalú dejó de tener condes propios y se convirtió en un territorio subordinado, contribuyendo a la consolidación del poder territorial de la Casa de Barcelona y a la formación de una entidad política unificada en Cataluña.

## Cultura y religión
El Condado de Besalú fue un importante centro de actividad religiosa y cultural en la Cataluña medieval, albergando varios monasterios que actuaban como focos de influencia eclesiástica y cultural. Entre los más destacados estaban el Monasterio de San Pedro de Besalú, fundado en el siglo X y considerado el centro religioso principal del condado, así como el Monasterio de San Juan de las Abadesas, fundado por el conde Wifredo el Velloso para su hija Emma, y el Monasterio de Santa María de Ripoll, un prestigioso centro cultural y educativo.
El monasterio de San Pedro de Besalú, en particular, fue uno de los principales centros espirituales del condado, simbolizando la autoridad y el prestigio de la dinastía gobernante. La arquitectura del monasterio, de estilo románico, así como las esculturas y decoración, reflejan la influencia artística de la época y la importancia cultural de Besalú en el contexto catalán. Este monasterio fue el núcleo del intento del conde Bernardo I Tallaferro de establecer un obispado propio en Besalú, con el fin de fortalecer su autonomía eclesiástica y consolidar el poder de su familia en la región.
En 1017, Bernardo Tallaferro obtuvo del papa Benedicto VIII el permiso para la creación de un obispado en Besalú. Este nuevo obispado, que pretendía reducir la dependencia de los condados vecinos como Gerona y Vic, fue una muestra de la influencia política y eclesiástica que el conde había logrado alcanzar. Su hijo, Wifredo, fue nombrado primer obispo, y el obispado de Besalú se estableció en el monasterio de San Pedro. Sin embargo, tras la muerte de Bernardo Tallaferro en 1020, el obispado fue rápidamente disuelto debido a la falta de apoyo político y a las presiones de las diócesis vecinas. Los obispos de Gerona y Vic reclamaron su jurisdicción sobre las parroquias de Besalú, lo que llevó a la abolición del efímero obispado y a la reintegración de sus territorios bajo las diócesis vecinas.
Además de su importancia religiosa, los monasterios en Besalú actuaron como centros de preservación y difusión del saber en la región. Los monjes copiaban manuscritos y mantenían bibliotecas, contribuyendo a la cultura escrita y a la educación en una época en la que estas actividades estaban mayormente restringidas a instituciones religiosas. La red de monasterios y prioratos establecida en el condado fue fundamental en la consolidación de la cultura catalana medieval y fortaleció la influencia de Besalú como un centro de aprendizaje y espiritualidad.

## Lista de condes de Besalú
La siguiente es una lista de los condes de Besalú, desde su establecimiento como un condado autónomo bajo la Casa de Barcelona hasta su anexión definitiva al Condado de Barcelona en 1111:
- Radulfo I de Besalú (878-913): Nombrado por su hermano Wifredo el Velloso, Radulfo fue el primer conde independiente de Besalú. Su mandato consolidó la autonomía del condado frente al Condado de Gerona, del que previamente formaba parte.[31]
- Miró I de Besalú (913-927): Sobrino de Radulfo y conde de Cerdaña, Conflent y Berga, Miró gobernó Besalú tras la muerte de su tío, uniendo los territorios de la familia bajo una administración compartida.[32]
- Wifredo II de Besalú (927-957): Hijo de Miró I, Wifredo II gobernó Besalú como parte de la Casa de Cerdaña, consolidando el condado como un territorio autónomo en la Marca Hispánica.[33]
- Sunifredo I de Besalú (957-968): Hermano de Wifredo II, Sunifredo I asumió el control tras la muerte de su hermano. Su gobierno estuvo marcado por el fortalecimiento de los vínculos con los monasterios locales.[34]
- Miró II de Besalú, Bonfill (968-984): También hijo de Miró I, Miró II fue designado para administrar Besalú. Su gestión continuó la expansión cultural y religiosa del condado.[35]
- Oliba, Cabreta (968-988): Gobernó conjuntamente Besalú y otros territorios hasta su retiro en la abadía de Montecasino. Durante su mandato, consolidó la influencia de Besalú en la región catalana.[36]
- Bernardo I de Besalú, Tallaferro (988-1020): Hijo mayor de Oliba Cabreta, Bernardo I fue el primer conde en establecer una dinastía independiente en Besalú. Bajo su liderazgo, el condado alcanzó su apogeo, y él promovió la creación de un obispado en 1017.[37]
- Guillermo I de Besalú, el Gordo (1020-1052): Hijo de Bernardo I Tallaferro, Guillermo I continuó la política de fortalecimiento del condado. Su mandato estuvo marcado por conflictos internos y una creciente influencia de Barcelona.[38]
- Guillermo II de Besalú (1052-1066): Hijo de Guillermo I, su gobierno fue breve y caracterizado por tensiones con la nobleza local, lo que debilitó al condado.[39]
- Bernardo II de Besalú (1066-1100): Hermano de Guillermo II, Bernardo II asumió el gobierno tras el asesinato de su hermano y trató de restaurar la estabilidad del condado. Su mandato marcó el comienzo de la dependencia de Besalú respecto a Barcelona.[40]
- Bernardo III de Besalú (1100-1111): Sobrino de Bernardo II, su gobierno finalizó con la anexión de Besalú al Condado de Barcelona en 1111, tras su muerte sin descendencia. Este evento marcó el fin del condado como entidad independiente.[41]

## Orígenes

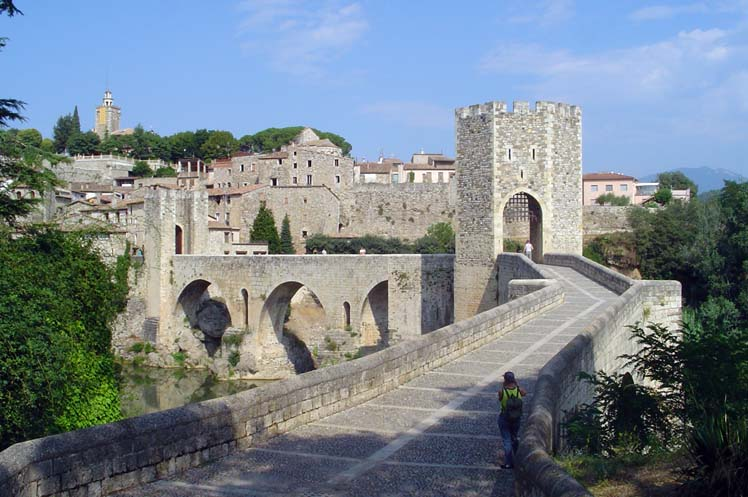
El puente fortificado que da acceso a la villa de Besalú

En sus orígenes, el condado de Besalú, fue un pagus del condado de Gerona, que comprendía la Garrocha y algunos territorios colindantes, desde Setcasas y Camprodón (actualmente en el Ripollés), hasta Agullana y Figueras (actualmente en el Alto Ampurdán), y Bañolas (actualmente en el Pla de l'Estany). En una fecha desconocida, Wifredo el Velloso, conde de Gerona, separó el pagus de Besalú del condado de Gerona y le ofreció su gobierno a su hermano Radulfo, al cual nombró conde de Besalú con la condición, no obstante, que a su muerte este condado debía pasar a los descendientes de Wifredo.